# 笠原清繁
笠原 清繁（かさはら きよしげ、永正12年（1515年） － 天文16年8月11日（1547年9月24日））は戦国時代の武将。通称は新三郎。

## 略歴

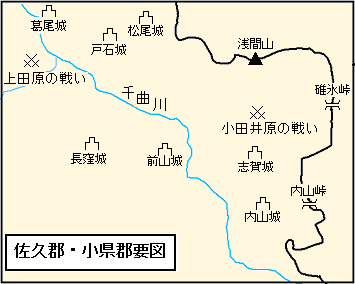
佐久郡・小県郡要図

依田笠原氏は信濃国佐久郡の国人で、志賀城城主（長野県佐久市志賀）。元は諏訪氏の一族であったといわれている。甲斐国守護武田晴信（信玄）は天文10年（1541年）に家督を継承すると信濃侵攻を開始し、諏訪郡・北佐久郡を攻略する。天文15年（1546年）5月には佐久郡内山城（佐久市内山）の大井貞清を投降させる（『高白斎記』）。
天文16年（1547年）、清繁は上野国平井城（群馬県藤岡市）に拠っていた関東管領の上杉憲政に救援を要請し、上杉氏側の武将で清繁と縁戚関係にあった西上野菅原城城主高田憲頼の援軍を得て、武田氏に対して決起した。閏7月24日に武田勢は志賀城攻めを開始。城を包囲し8月11日に落城（『高白斎記』『勝山記』）。これに対し、憲政はさらに金井秀景ら西上野衆を援軍に派遣するが、武田方は小田井原合戦（長野県北佐久郡御代田町）において援軍を撃退した（『高白斎記』『勝山記』）。
小田井原での敗戦後、救援を絶たれた志賀城は落城し、以降、武田方は西上野口を確保して小県郡攻略を開始する。清繁は落城の際に荻原昌明に討ち取られた。享年33。『勝山記』によれば、清繁の後室は武田家臣で甲斐都留郡領主の小山田信有（出羽守）により側室としてむかえられ、都留郡駒橋（山梨県大月市）に送られた。江戸時代後期の『甲斐国志』では清繁後室に関する駒橋の伝承や童謡の存在を記している。
『勝山記』によれば、武田氏は佐久郡において乱取りを行い、志賀城へ籠城した男女は生け捕りにされ奴隷として甲斐へ送られ、甲斐に身寄りのある者は2貫文から10貫文で身請けされたという。

## その後
天文16年（1546年）、志賀城落城の結果、信濃笠原氏はほぼ壊滅状態となる。一族の笠原光貞(能登守)が逃げのびて後北条氏に就く。
武田氏側のこの過酷な処置に対して信濃国人衆は反発を強め、以降、武田方と村上義清等との戦いが展開されていくことになる。天文19年（1549年）に武田方が村上方の戸石城を攻めた際、守備兵に志賀城の件で武田に遺恨を持つ者が多くいたため、武田方はその頑強な抵抗に攻めあぐねることになった。これによって疲弊した武田勢は戸石城の救援に来た村上勢本隊の反撃にあい、大敗を喫している（砥石崩れ）。

## 笠原清繁が登場する作品
テレビドラマ
- 『風林火山』（大河ドラマ）（NHK総合、2007年） - 演：ダンカン